# Ireland Baldwin
Ireland Eliesse Baldwin (Los Ángeles, 23 de octubre de 1995) es una modelo estadounidense. Es hija de los actores Kim Basinger y Alec Baldwin además de sobrina de Stephen Baldwin y prima de Hailey Baldwin.

## Carrera
Baldwin firmó con IMG Models en marzo de 2013. En abril de 2013, Baldwin hizo su debut como modelo en un editorial de bañadores para el New York Post. En mayo de 2013, Baldwin apareció en el artículo It Trend, It Girl de W Magazine.  Baldwin fue la It Girl de Vanity Fair en junio de 2013, y fue fotografiada por Patrick Demarchelier para el artículo. Elle entrevistó a Baldwin en su número de septiembre de 2013. El editorial acompañado de la entrevista fue fotografiado por Thomas Whiteside y estilizada por Joe Zee. Ella apareció en un editorial para la revista DuJour fotografiada por Bruce Weber.
Baldwin hizo su debut en la interpretación en la película de 2013 Grudge Match, interpretando a una joven versión del personaje de Kim Basinger, Sally en escenas flashback.

## Vida personal
Proveniente de la famosa familia Baldwin, Ireland Baldwin nació en Los Ángeles, California, como hija única de la actriz Kim Basinger y la primera hija del actor Alec Baldwin. A través de su padre, es sobrina de Stephen, Daniel, y William Baldwin. Tiene siete medio hermanos menores llamados Carmen, Rafael, Leonardo, Romeo, Eduardo, Lucía e Ilaria; todos son producto del segundo matrimonio de su padre con Hilaria Baldwin.
A los 11 años, en 2007, ganó reconocimiento en las noticias después de que su padre Alec Baldwin le dejara un mensaje de voz enfadado que se hizo público. Después tuvo lugar su subsiguiente disculpa pública y una mirada más profunda hacia su relación.
Se hizo su primer tatuaje cuando tenía 16 años. Tiene "truth" (verdad) justo debajo de la nuca (con el cual fue vista por primera vez en 2012) y en noviembre de 2013 se hizo un tatuaje de una flor de loto. Al lado de su tatuaje de la flor de loto, tiene el tatuaje de un sujetador. También tiene una flecha tatuada en la zona superior de su brazo izquierdo.
Después de la ruptura con su novio Slater Trout, tuvo un noviazgo con Angel Haze. Alrededor de abril de 2014, la pareja se hizo tatuajes a juego en sus antebrazos de máscaras, Baldwin en negro y Haze en rojo, con el texto 'podemos ser héroes'. La pareja se separó en abril de 2015.
Desde inicios de 2021 está en una relación con el músico André Allen Anjos, más conocido como RAC. En diciembre de 2022 anunciaron en sus redes sociales que estaban esperando su primer hijo. El 18 de mayo de 2023 anunció el nacimiento de su hija Holland.